# Taihō (Ära)
Taihō (japanisch 大宝, auch Daihō) ist eine japanische Ära (Nengō) von  Mai 701 bis Juni 704 nach dem gregorianischen Kalender. Der vorhergehende Äraname ist Shuchō, die nachfolgende Ära heißt Keiun. Die Ära fällt in die Regierungszeit des Kaisers (Tennō) Mommu.
Der erste Tag der Taihō-Ära entspricht dem 3. Mai 701, der letzte Tag war der 15. Juni 704. Die Taihō-Ära dauerte vier Jahre oder 1140 Tage.
| Zeitleiste: Überschneidung japanischer Nengō mit Regierungszeiten der Tennō |
| --------------------------------------------------------------------------- |
|                                                                             |

Die Benennung der Regierungsdevisen (Nengō) wurde zu Beginn noch nicht konsequent angewendet und überschneidet sich mit den Regierungszeiten der Tennō.

## Ereignisse
- 701 Als Ergebnis einer Verwaltungsreform entsteht der Taihō-Kodex
- 702 Kaiserin Jitō stirbt